# Теорема о повороте плоской кривой
Теорема о повороте плоской кривой — дифференциально геометрический вариант теоремы о сумме углов многоугольника; частный случай формулы Гаусса — Бонне.
Одно из доказательств принадлежит Хайнцу Хопфу, в честь которого эта теорема иногда называется. 

## Формулировка
Полный поворот (то есть интеграл ориентированной кривизны) простой плоской замкнутой гладкой регулярной кривой равен {\displaystyle \pm 2{\cdot }\pi }.
Причём он равен {\displaystyle +2{\cdot }\pi }, если ограниченная область лежит слева от кривой и {\displaystyle -2{\cdot }\pi } в противоположном случае.

## Вариации и обобщения
- Теорема Фенхеля о повороте кривой

## Замечания
Интеграл ориентированной кривизны плоской замкнутой гладкой регулярной кривой всегда кратен {\displaystyle 2{\cdot }\pi }.
По теореме любая такая кривая с интегралом ориентированной кривизны, отличным от {\displaystyle \pm 2{\cdot }\pi } должна иметь самопересечения.